# 戴尼提

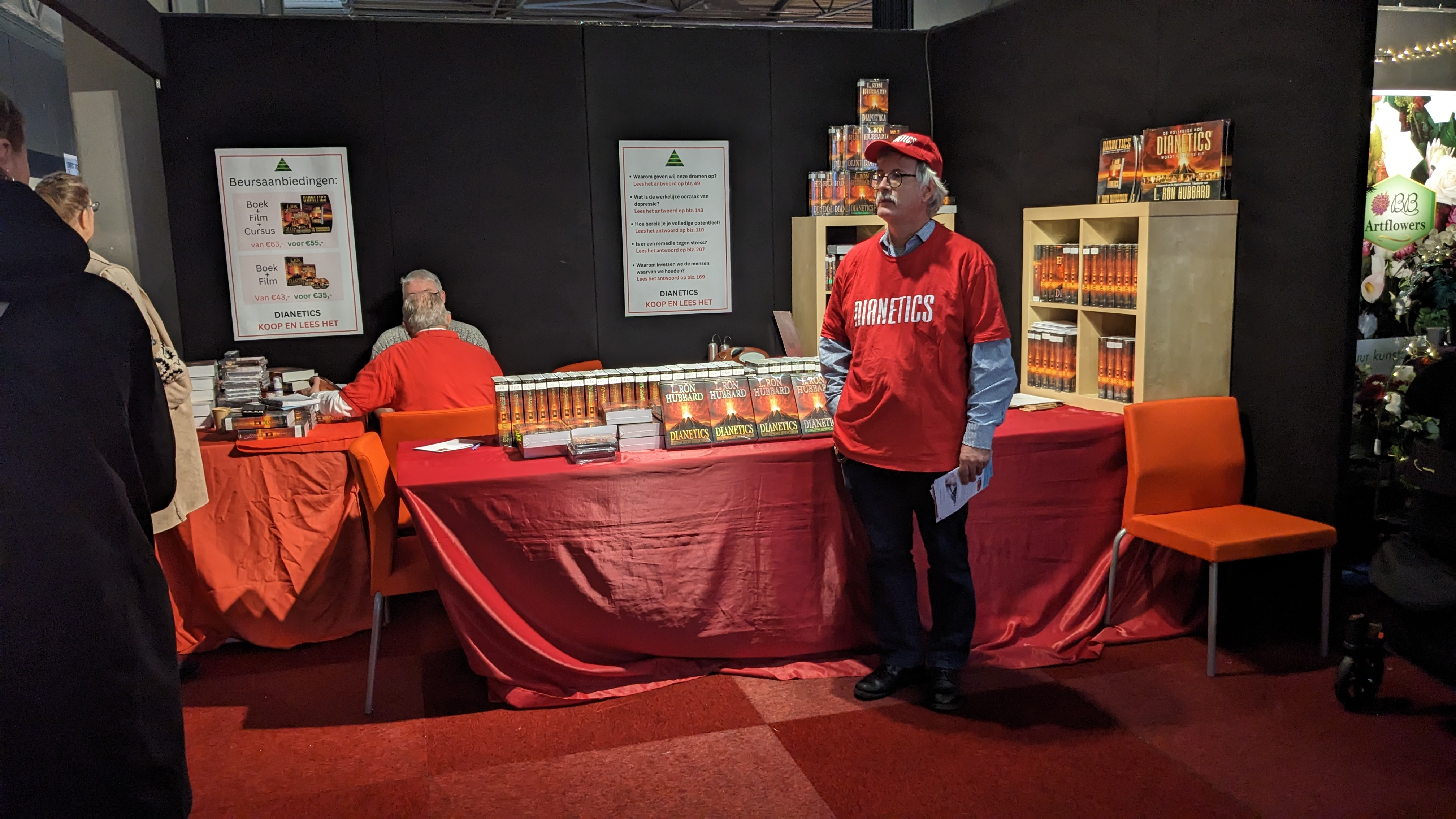
促銷《戴尼提》一書及戴尼提介紹影片、函授課程的攤位，2022年荷蘭鹿特丹沙爾洛斯

戴尼提（英語：Dianetics）是一套精神、心靈和身體之間關係的偽科學理論，由美國科幻小說作家L·羅恩·賀伯特所研究發展出。戴尼提是同樣由賀伯特所創辦的新興宗教山達基的理論基石。希臘語 dia 的含義是穿越，nous 的含義是心靈。
在戴尼提假設的心靈模型中，心靈有三個部分：
- 第一部份，是當人處於有意識時所使用的「分析式心靈」(Analytical Mind)。它是記錄、思考資料，並提供最正確的解決方案的心靈。
- 第二部份，是當人受到疼痛而變成無意識時，所用來記錄環境狀況的「反應式心靈」(Reactive Mind)。它會在人清醒之後，如果環境中有類似於人疼痛時的環境狀況，便會不做任何思考使人做出反應，而那些反應都不能用來解決人類世界環境中的問題。
- 第三部份，接受分析式心靈或反應式心靈的命令去控制身體的「體覺式心靈」(Somatic Mind)。[1]

戴尼提的目標是消除所謂「反應式心靈」，讓「反應式心靈」裡的內容，歸檔進「分析性心靈」。成果是人們越來越道德，意識更清楚，更幸福和理智。達成該目標的程序稱為「聽析」。聽析的最終目標是清新者，指一個人不再具有自己的反應式心靈。而朝向清新者但尚未達成清新者的人，被稱為待清新者(Pre-Clear，簡稱PC)，也就是正在接受聽析的人。
在聽析過程中，戴尼提聽析員提出一系列問題，企圖使待清新者擺脫過去的痛苦經驗，而該經驗是「反應式心靈」的內容。“聽析”运用催眠技巧，旨在使被听析对象产生依赖性和服从性。
戴尼提信徒將戴尼提描述為「西方技術與東方哲學」的混合。但科學和醫學界對戴尼提卻很冷淡，認為它是一種偽科學。由于從業者曾遭受無照行醫等指控被捕，賀伯特在新泽西州伊丽莎白市建立的第一个戴尼提组织也在1950年代初即将面临起诉审判。創始人賀伯特决定将戴尼提作为山达基教的一种靈修形式来對外介绍:62–68:81–83，除了可以以宗教之名避開醫學證明和指控之外，他还看到了减少税收负担的優勢。

## 歷史

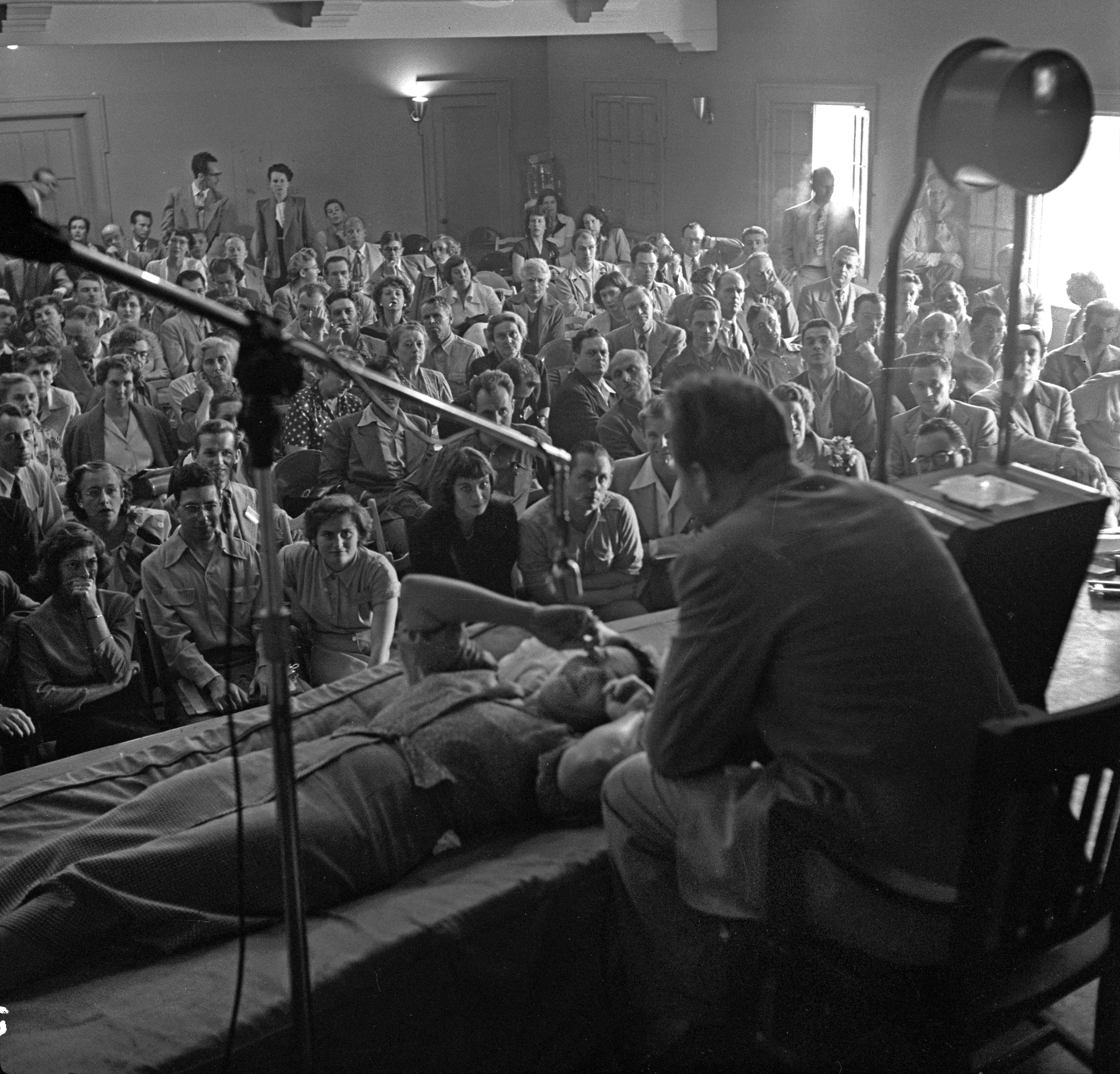
1950年賀伯特在洛杉磯進行一個戴尼提研討會

戴尼提（Dianetis）是山達基的先驅以及分支研究。「Dianetis」這個字源自於希臘文「dia」（穿越）以及「nous」（心靈或靈魂），戴尼提就是「靈魂對身體的影響」。
賀伯特早年是美國纸浆杂志的作家，主要寫科幻小說。賀伯特首次將他有關人類心靈的想法，發表於《探險者俱樂部期刊》（Explorers Club Journal）及1950年五月號的《惊奇故事》雜誌。當時賀伯特有兩位重要的支持者。一是約翰·W·坎貝爾，他是《驚駭科幻小說》的編輯。另一位是約瑟·A·溫特博士，溫特希望醫療團體能夠接受戴尼提，因而寫了一份論文概述戴尼提療法的原理與方法，並於1949年把此論文提交《美國醫療協會期刊》與《美国心理学期刊》，但都不為二者接受。
1950年5月，賀伯特發表了《戴尼提：現代心靈健康科學》一書。這本書在該年6月就進入《紐約時報》銷售排行榜，並且盤據榜上直到該年年底。但有人指出，書籍零售商曾經收到來自出版社，但已貼有其他書店價格標籤的《戴尼提》，因此懷疑銷售數字為虛構交易產生，不過這並未經過公允證實。
《戴尼提》吸引了廣大群眾使用書中的指示，把書中的方法互相應用到彼此身上，並且自己就成為戴尼提的實踐者。在這個不斷成長的戴尼提運動中，賀伯特發現自己成了其領導者。賀伯特變成一位家喻戶曉的演說者，並且在紐澤西州伊莉莎白市，成立了「賀伯特戴尼提研究基金會」。他在基金會訓練了第一批戴尼提的諮商員，或稱「聽析員」。
部分戴尼提的使用者稱他們相信一些感受是屬於前世的經驗。因此在1951年早期，是否存在輪迴轉世在戴尼提運動內部掀起了激烈的辯論。《驚奇科幻小說》的編輯約翰·坎貝爾，與約瑟·溫特醫師這兩位最初的支持者仍然希望醫療團體能夠支持戴尼提，因而主張禁絕帶入轉世這項議題。然而賀伯特假設一個類似靈魂的概念——希坦——是存在的。這是導致原先非宗教性的戴尼提，演變為山達基教的重要的因素。
戴尼提不久就遭人非議。《美國醫療協會期刊》的編輯莫里斯·費許班以拆穿假的醫術而聞名於世，他就駁斥賀伯特這本書。《新聞週刊》上的一篇文章寫道：「戴尼提的概念並不科學，不值得檢視或討論」。1951年1月紐澤西州醫療檢驗委員會對賀伯特戴尼提研究基金會提起訴訟，指控其未領有執照而教導醫療技術。此項訴訟最後導致了基金會的破產。賀伯特也於1952年失去了他的著作《戴尼提》的版權，1954年才重新獲得。
在1950年代，大力支持戴尼提的人中，包括《驚奇科幻小說》的編輯，約翰·坎貝爾，以及約瑟·溫特醫師。坎貝爾曾出版一些賀伯特的短篇小說；而溫特醫生則希望他的同事同樣會被賀伯特的戴尼提系統所吸引。傑卡布．金恩這位學者稱讚賀伯特對印痕的描述：偏差錯亂把最好的意圖攪亂了。他說：「這些印痕是一連串發育不良的推理，會減少我們做好事的能力，並降低我們求生的能力。」賀伯特將印痕比喻成是「一種心理的附屬物」，它會阻礙一個人做出明智決定。金恩進一步堅稱，戴尼提能幫助一個人找出不合理恐懼的來源。他強調：「戴尼提為前人的神祕主義做出一項明確闡述，為戴尼提畫出一個有限的範圍。然而，山達基則遠遠超過這個範圍，它進入前世的領域，甚至是離體的現象，」山達基對離體的定義是，個人能清楚察覺身體與靈魂分離的現象。
於1951年，賀伯特引進了心靈電儀表，作為輔助聽析之用。這個裝置是基於賀伯特的設計，而山達基人以此作為一個實用的工具，用來檢測受聽析者心靈狀態的變化。

## 理論
以下根據戴尼提的創始者L·罗恩·贺伯特的定義所寫。
戴尼提可揭露不想要的感覺、情緒、意外、傷害及身心性疾病的根源；身心性疾病是指由心理引起生理的疾病。而戴尼提可指出如何有效處理這些狀況。
根據《一門科學的演進》這本書，賀伯特年輕時曾親自探索許多領域，欲瞭解生命奧秘，遊歷世界各地瞭解各種文化，包括佛教、基督教、針灸、巫術、哲學、心理學，但這些領域並無法完全解釋心靈的問題。於是決定自己著手研究心靈的奧秘。他選擇了從催眠術開始。因為他發現催眠術這個古老的學問，似乎有「心靈如何運作」的真相；被催眠的人似乎可以做出很不可思議的事情，像是聽到音樂之後起舞、忘記自己的身分等等。
他研究後發現人在「意識低迷」時很容易被週遭的環境影響，催眠就是應用這樣的原理植入「指令」。後來更研究出來人在車禍、手術等無意識狀態下也是會被週遭環境影響的，這種無意識時植入的記憶，賀伯特把它稱作「印痕」。
賀伯特發現藉由減弱及消除「印痕」對人們的影響，可以使人們的情緒提升、發揮原有的潛能、治癒身心性疾病。

### 印痕（engram）
印痕是一個人在無意識的狀態下的心靈記錄。
疼痛、麻醉、意外傷害、催眠等等的狀況都會產生無意識的狀況。印痕一定包含著疼痛，當一個人被印痕的記憶裡面的類似的環境、語言、人、事、物所「再刺激」時，會使這個人身體產生莫名的疼痛，而他通常都不知道被再刺激了，只知道自己疼痛、不舒服、或心情不好。

### 戴尼提和心理學的不同
戴尼提是「由許多公理組成」的一門學問。因為公理是無法被證明，別的哲學理論一般以很少的公理作基礎。戴尼提不是心理學、不是精神病學、不是催眠，也不是通靈術。
在戴尼提出版發行的三年前，就已有賀伯特撰寫的《原始理論》手稿，給對戴尼提有興趣的人們看。

### 戴尼提與催眠的關係
戴尼提雖然是研究催眠而產生的，但是賀伯特發現心靈運作的原理之後，瞭解到催眠只是在心靈中植入「印痕」。
這些催眠植入的指令，或是無意識時所產生的印痕，都會影響一個人的思考與健康狀態。戴尼提是一項把印痕清除的心靈技術，它並不贊成使用催眠，戴尼提也不是催眠。事實上，戴尼提認為催眠是十分危險的作法，任何對心靈了解不夠透徹的人都不應使用。

### 新紀元戴尼提和心靈電儀表
賀伯特在心靈方面的持續鑽研之後，在1978年出版《新紀元戴尼提》（New Era Dianetics），總結30年的理論與更深入發展。為了更精確地消除印痕的影響，賀伯特在1951年開始研究使用一種可感知微量電流的儀器輔助戴尼提技術，這台儀器被命名為心靈電儀表（E-Meter）。
美國食品和藥物管理局從60年代已憂慮山達基使用心靈電儀表作無牌行醫，在1971年訴訟勝利，法官判定：
該裝置應帶有一個突出、清晰可見的通知警告說，任何人使用它作聽析或任何形式的輔導，在法律上禁止表示有任何醫療或科學依據，不得使人相信或聲稱該設備是有效於診斷、治療或預防任何疾病。警告上應當指出，根據美國食品和藥物法，該設備已被美國地區法院譴責作出誤導，只允許使用為宗教活動的一部分，而電儀表不是醫學上或科學上能夠改善健康或任何人的身體機能。

## 科學評價和反對者批評
戴尼提提出了對疾病的非細菌理論，據能幹醫師的估計，解釋了百分之七十的病理。

 — 羅恩·賀伯特，《戴尼提：一門科學的演進》
賀伯特的《戴尼提》一書引來了科學和醫學界之中反對者的不滿評語。美國心理學協會在1950年通過一項決議，呼籲：「請注意事實上，這些主張沒有以觀察為依據的證據所支持，不能建立科學化的概括理論。」隨後，有些人對戴尼提無法認同。部份反對的科學家認為戴尼提是個偽科學。
約翰·李教授在1970年評價戴尼提：

賀伯特的生理和心理理論，是缺乏客觀實驗性的證實。迄今為止，還沒有正規的科學機構，承認他的理論是正確的，例如產前知覺和印痕、細胞記憶、戴尼提遐想、山達基教聽析程序的成效。對於無意識期間所記錄的意象，現有的知識與賀伯特的理論有所矛盾。

 — 約翰·李教授
哲學教授羅伯特·卡羅爾認為，戴尼提缺乏以觀察、實踐為依據的證據：

賀伯特宣稱什麼的精神科學，缺乏了作為一門科學的一個關鍵因素：以實踐性的方法來檢驗某主張。賀伯特所謂的科學，其關鍵要素，似乎不能測試，但他一再聲稱，他從許多實驗中，確立了科學事實和數據。現在甚至不能清楚這些「數據」是什麼的樣子。他的大部分數據，形式上是軼事和猜測......這種猜測用於小說是適當的，而不適宜用於科學。

 — 哲學教授罗伯特·托德·卡罗尔 
薩姆納·戴維斯有同樣的意見:

戴尼提只不過是一個例子，試圖以偽科學來使自己正統化......如果賀伯特確實曾經是一個科學家，他應已經知道，真相不是建立在公理上的，事實是不能建立在一些先驗 (a-priori) 的知識。一門真正的科學是建立在假設上，而假設則憑藉觀察到的現象所達成。科學知識，是從觀察和測試中獲得，而不是先相信了一些潛意識的規定，一些如賀伯特希望我們所相信的規定。

 — 薩姆納·戴維斯 
英國時報專欄作家奧利弗·卡姆，認爲形容羅恩賀伯特這個天下無雙的吹牛王最好的人，是馬丁·加德納。加德納對賀伯特兩本書的評論：

   我帶著雙倍的驚訝看完了這兩本書。一個如此瘋狂的人怎麼可能活到 74 歲而沒有被判刑？一個擁有如此荒謬的教義和邪惡道德的科幻邪教，怎麼可能繼續蓬勃發展？我想，愚昧的宗教就像老兵不死，幾個世紀過去後才會消亡。

 —  馬丁·加德納 